# 庄分酢

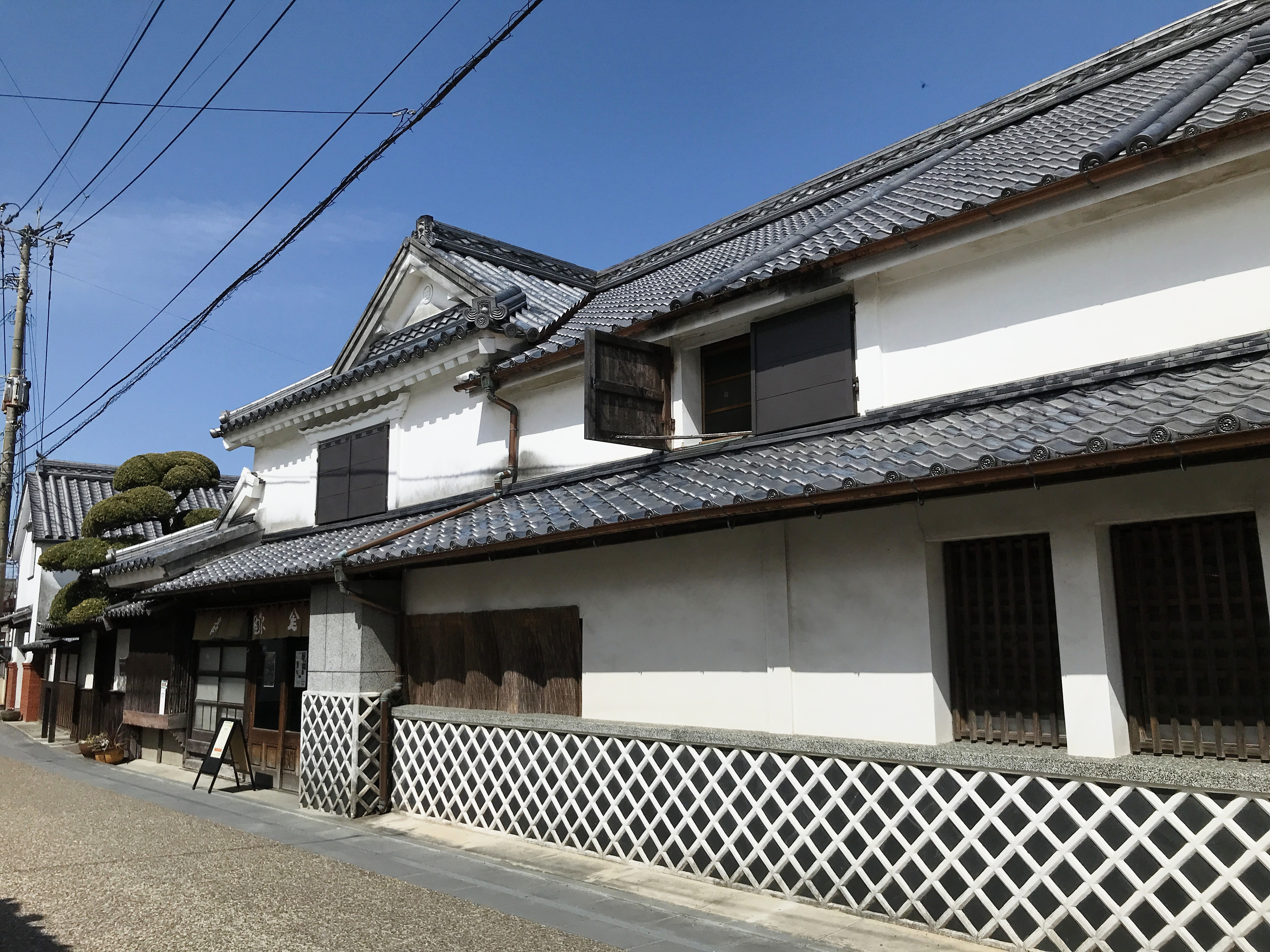
庄分酢本社・高橋家住宅母屋（市指定有形文化財）

株式会社庄分酢（しょうぶんす、英: SHOUBUNSU Co., Ltd.）は、1711年（宝永8年）に設立された食酢などの調味料を主力としている食品メーカーで、酢造りに300年以上の歴史を持つ。

## 概要
福岡県大川市で300年続くお酢の醸造元。1711年の創業以来守り続ける伝統の静置発酵法でつくるお酢はまろやかな酸味が特徴。

## 沿革
- 1624年（寛永元年） - 初代清右衛門が榎津に移り住む。
- 1711年（宝永8年） - 四代清右衛門が酢商売を始める。
- 1759年（宝歴9年） - 五代清右衛門が現在地に移り住む。
- 1951年（昭和26年） - 合名会社酢屋商店へ法人化。
- 1984年（昭和59年）4月 - 城島工場稼動開始JAS認定工場に指定される。
- 1993年（平成5年）6月 - 大川市指定有形文化財に指定される。
- 1998年（平成10年）9月 - 大豆を原料とした醸造酢（まろやか酢）の製法特許を取得。
- 2001年（平成13年）4月 - 有機JAS加工食品工場に認定される。
- 2005年（平成19年）2月 - 合名会社酢屋商店より株式会社庄分酢へ社名変更。
- 2009年（平成21年）4月 - 朝倉工場稼働開始、ビネガーレストラン『時季のくら』開業。
- 2012年（平成24年）7月 - 酢 Ristrante SHOUBUN（リストランテショウブン）を大川本社に開業。
- 2017年（平成29年）4月 - 発酵酢屋 庄分酢 GINZA SIX店開業。